# ولی‌آباد (زابل)
ولی‌آباد (زابل)، روستایی از توابع بخش مرکزی شهرستان زابل در استان سیستان و بلوچستان ایران است.

## جمعیت
این روستا در دهستان بنجار قرار دارد و براساس سرشماری مرکز آمار ایران در سال ۱۳۸۵، جمعیت آن ۴۶۶ نفر (۸۲خانوار) بوده‌است.